# Erdosiella acarensis
Erdosiella acarensis är en stekelart som beskrevs av Soyka 1956. Erdosiella acarensis ingår i släktet Erdosiella och familjen dvärgsteklar. Inga underarter finns listade i Catalogue of Life.